# Одна радость
«Одна радость» — психологическая драма режиссёров Ивана Правова и Ольги Преображенской по одноимённому рассказу Бориса Левина.

## Сюжет
Герои фильма пытаются сочетать семейное счастье с общественной деятельностью

"Но любопытны и мелкие вещи Левина: рассказ «Одна радость», например, напечатанный в ноябрьской книжке «Красной нови». 
Завязка — самая наивная. Большевик-энтузиаст, Сморода, работает по уборке льна. Далеко, за шесть тысяч верст, на Онекстрое работает редактором местной газеты его жена Наташа, тоже большевичка, и тоже энтузиастка. Наташа любит Смороду, Сморода любит Наташу. Но счастье их нарушает инженер Эун, к которому Наташа уходит. Сморода взбешен, потрясен, но... он читает об успехах Онекского строительства и забывает личные обиды. 
«Радость!» — восклицает он. Автор добавляет от себя: «Товарищи, вас ждут десятки, сотни, тысячи радостей!» 
Эту незамысловатую историю Левин рассказывает очень живо и искусно. Более чем вероятно, что он скоро станет одним из популярнейших в России беллетристов: у него есть для этого данные; и, по-видимому, единственным побуждением к творчеству является для него желание заинтересовать читателя. Цели своей он достигает."
— Адамович Г. В. "Литературные заметки"

## В ролях
- Андрей Абрикосов
- Софья Гаррель — Наташа
- Николай Плотников
- Эмма Цесарская — Евгения Яковлевна
- Аркадий Кисляков — инженер Эун
- Константин Шиловцев
- Е. Юровская
- Александр Громов
- Татьяна Барышева — мещанка

## Съёмочная группа

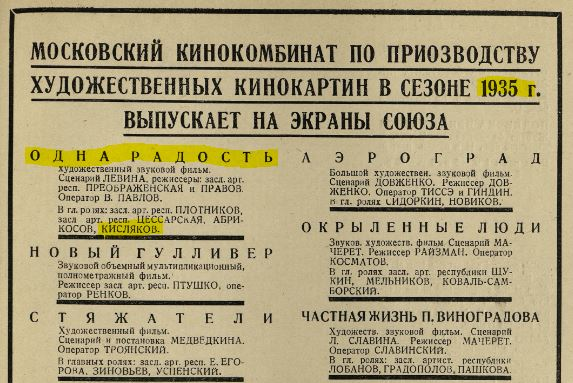
Анонс кинокартин сезона 1935 года. СССР. (фрагмент)

- Режиссёры: Иван Правов, Ольга Преображенская
- Сценарист: Борис Левин
- Оператор: Валентин Павлов
- Композитор: Александр Варламов
- Художник: Дмитрий Колупаев